# Хвойниця (округ Миява)
Хвойніца (словац. Chvojnica) — село, громада округу Миява, Тренчинський край. Кадастрова площа громади — 16.35 км².
Населення 337 осіб (станом на 31 грудня 2020 року).

## Історія
Хвойніца згадується 1957 року.

## Населення
| Рік:            | 1994. | 2004.   | 2014.  | 2024.   |
| --------------- | ----- | ------- | ------ | ------- |
| Кількість осіб: | 428   | 400     | 362    | 329     |
| Різниця:        |       | -6,54 % | -9,5 % | -9,11 % |

| Рік:            | 2023. | 2024.   |
| --------------- | ----- | ------- |
| Кількість осіб: | 325   | 329     |
| Різниця:        |       | +1,23 % |